# Zamia furfuracea
Zamia furfuracea (ở Việt Nam thường được gọi là Thiên tuế Mexico) là một loài thực vật hạt trần trong họ Zamiaceae, có nguồn gốc từ Đông Nam Veracruz, miền đông México. Loài này được L.f. ex Aiton miêu tả khoa học đầu tiên năm 1789.

## Mô tả
Cây có thân ngắn, đôi khi mọc ngầm, rộng và cao tới 20 cm, thường có vết sẹo từ gốc lá già . Nó phát triển rất chậm khi còn non, nhưng tốc độ tăng trưởng của nó tăng nhanh sau khi thân cây trưởng thành. Tính cả lá, toàn bộ cây thường cao tới 1,3 m và rộng khoảng 2 m. 

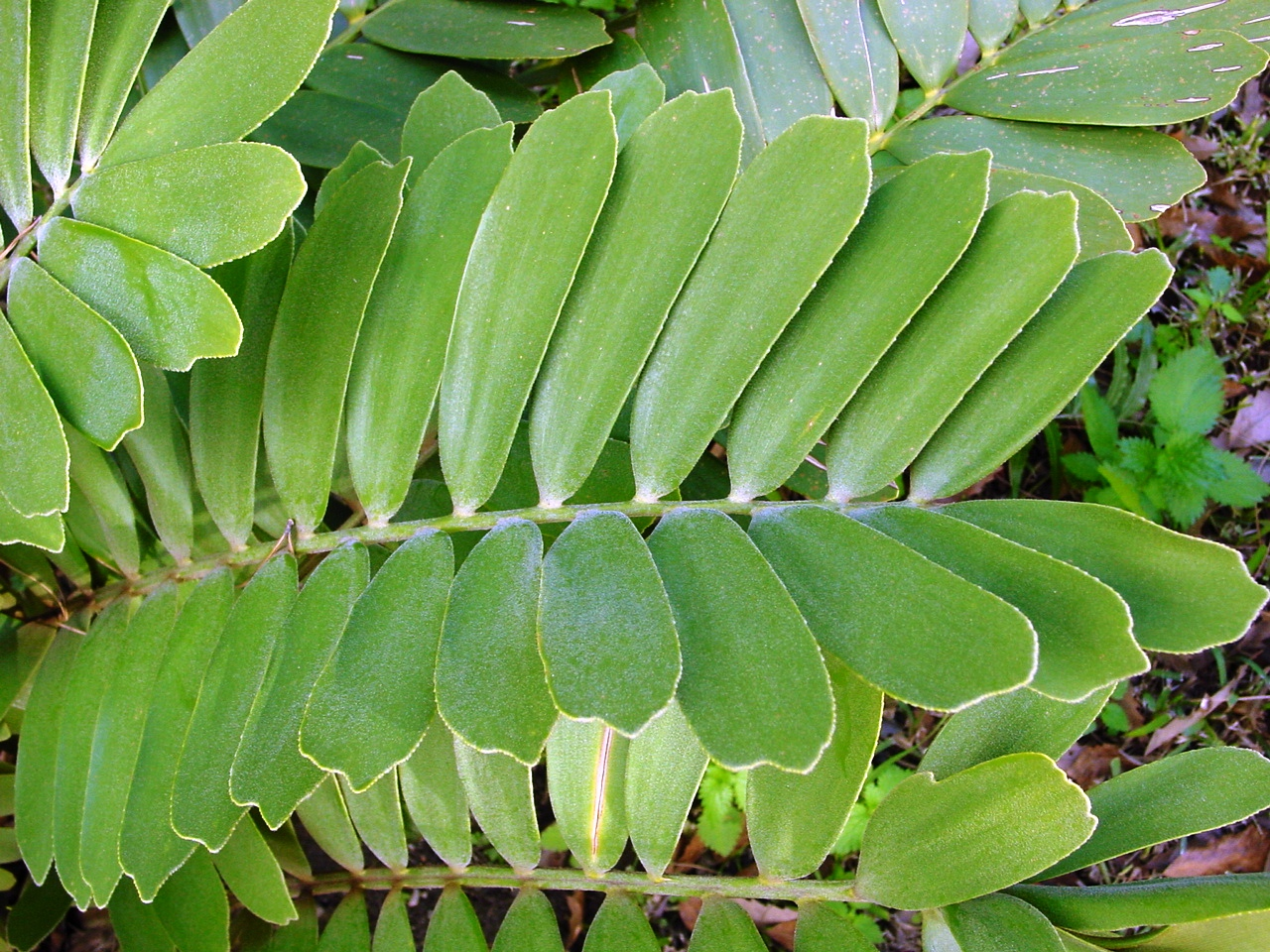
Lá

Lá tỏa ra từ giữa thân; mỗi lá dài 50–150 cm với cuống lá dài 15–30 cm và có 6-12 cặp lá chét cực kỳ cứng, màu xanh lục có lông (mờ). Những lá chét này dài 8–20 cm và rộng 3–5 cm. Đôi khi, các lá chét có răng cưa về phía đầu lá. Các tán lá hình tròn giống như lá dương xỉ hoặc lá cọ. Chúng mọc thẳng dưới ánh nắng đầy đủ, nằm ngang trong bóng râm.